# Saint-Ouen-de-Thouberville
Saint-Ouen-de-Thouberville – miejscowość i gmina we Francji, w regionie Normandia, w departamencie Eure. Nazwa miejscowości pochodzi od imienia św. Audoena.
Według danych na rok 2013 gminę zamieszkiwało 2328 osób, a gęstość zaludnienia wynosiła 229 osób/km² (wśród 1421 gmin Górnej Normandii Saint-Ouen-de-Thouberville plasuje się na 152. miejscu pod względem liczby ludności, natomiast pod względem powierzchni na miejscu 584.).